# Rise (album Skillet)
Rise – dziewiąty album zespołu Skillet wydany w 2013 roku. Album wydany również w wersji Deluxe z 3 nowymi utworami, które dają albumowi łączną długości 61:03.

## Twórcy
- John Cooper – wokal, gitara basowa i akustyczna
- Korey Cooper – gitara
- Seth Morrison – gitara
- Jen Ledger – perkusja, wokal
- Jonathan Chu – skrzypce
- Tate Olsen – wiolonczela

## Lista utworów
1. "Rise" - 4:20
2. "Sick of It" - 3:11
3. "Good to Be Alive" - 4:59
4. "Not Gonna Die" - 3:45
5. "Circus for a Psycho" - 4:31
6. "American Noise" - 4:09
7. "Madness in Me" - 4:17
8. "Salvation" - 3:45
9. "Fire and Fury" - 3:56
10. "My Religion" - 4:12
11. "Hard to Find" - 3:48
12. "What I Believe" - 3:19

### Wydanie Deluxe z nowymi utworami
1. "Battle Cry" - 3:45
2. "Everything Goes Black" - 4:26
3. "Freakshow" - 4:38